# Combretum rohrii
Combretum rohrii är en tvåhjärtbladig växtart som beskrevs av Arthur Wallis Exell. Combretum rohrii ingår i släktet Combretum och familjen Combretaceae. Inga underarter finns listade i Catalogue of Life.